# Ernest Török
Ernest Török (n. 30 martie 1951) este un deputat român în legislatura 1992-1996, ales în județul Brașov pe listele partidului UDMR. Ernest Török a fost validat pe data de 25 iunie 1996, când l-a înlocuit pe deputatul Lázár Madaras. 
La data de 13 februarie 2007 a fost numit în funcția de consilier de soluționare a contestațiilor în domeniul achizițiilor publice în cadrul Consiliului Național de Soluționare a Contestațiilor.